# Gavia fortis
Gavia fortis je prapovijesna vrsta ptice koja je pripadala redu plijenora. Živjela je u ranom pliocenu na području savezne države SAD-a, Južne Karoline.